# Медведівка (Джанкойський район)
Медве́дівка (до 1945 року — Авуз-Кирк, крим. Avuz Qırq) — село Джанкойського району Автономної Республіки Крим. Підпорядковане Медведівській сільській раді. Населення становить 1 348 осіб.
В селі знаходиться мечеть Авуз-Кирк Джамісі.

## Географія
Медведівка - село на півночі району, у степовому Криму, на півострові затоки Сиваш, біля автотраси М18 Москва-Сімферополь, висота над рівнем моря - 9 м . Сусідні села: Тургенєве за 0,5 км на схід і Єрмакове за 4,3 км на південь по шосе. Відстань до райцентру - близько 20 кілометрів, найближча залізнична станція - Солоне Озеро - близько 10 км.

## Історія
Перша документальна згадка села зустрічається в Камеральному Описі Криму ... 1784 року, судячи з якого, в останній період Кримського ханства Кирк входив в Діп Чонгарський кадилик Карасубазарського каймакамства .
Після приєднання Криму до Російської імперії (8) 19 квітня 1783 , (8) 19 лютого 1784, на території колишнього Кримського Ханства була утворена Таврійська область і село було приписане до Перекопського повіту . Після Павловських реформ, з 1796 по 1802 рік, входило в Перекопський повіт Новоросійської губернії . За новим адміністративним поділом, після створення 8 (20) жовтня 1802 року Таврійської губернії , Авуз-Кирк був включений до складу Біюк-Тузакчинської волості Перекопського повіту, але, у Відомостях про всі селища в Перекопському повіті ... від 21 жовтня 1805 року, село, з невідомої причини, не записане (або не впізнане). На військово-топографічній карті 1817 село Кирк позначене з 33 дворами . Після реформи волосного поділу 1829 Авуз-Кирк, згідно «Відомостей про казенні волості Таврійської губернії 1829 року», залишився у складі Тузакчинської волості . На карті 1842 року Авуз Кирк позначений з 40 дворами .
У 1860-х роках, після земської реформи Олександра II, село приписали до Байгончецької волості того ж повіту.
У  «Списку населених місць Таврійської губернії за відомостями 1864 року», складеному за результатами VIII ревізії 1864 року, Авуз-Кирк - власницьке татарське село з 3 дворами і 18 жителями при колодязях. На триверстовій мапі 1865-1876 року в селі Авуз-Кирк відзначені 7 дворів . Але, згідно «Пам'ятної книжки Таврійської губернії за 1867 рік», село  Авуз-Кирк  було покинуте жителями в 1860-1864 роках, внаслідок еміграції кримських татар, особливо масової після Кримської війни 1853-1856 років, в Туреччину  і залишалося в руїнах і, навіть у «Пам'ятній книзі Таврійської губернії 1889 року», не значиться.
Після земської реформи 1890 року Авуз-Кирк віднесли до Богемської волості. У «... Пам'ятній книзі Таврійської губернії за 1892 рік»  у відомостях про Богемську волость ніяких даних про село, крім назви, не наведено  - так, зазвичай, записувалися безземельні селища, з цієї причини не входили в сільську громаду. Мабуть, у кінці XIX, початку XX століття поблизу Авуз-Кирка велися роботи з будівництва Лозово-Севастопольської залізниці, оскільки в «... Пам'ятній книзі Таврійської губернії за 1900 рік» Авуз-Кирк записаний як селище з населенням 176 жителів в 15 дворах . А вже в  Статистичному довіднику Таврійської губернії 1915 року , у Богемській волості Перекопського повіту значиться всього лише хутір Авуз-Кирк .
Після встановлення в Криму Радянської влади, за постановою Кримревкому від 8 січня 1921 № 206 «Про зміну адміністративних кордонів» була скасована волосна система і в складі Джанкойського повіту був створений Джанкойський район . У 1922 році повіти перетворили в округи . 11 жовтня 1923 року, згідно з постановою ВЦВК, до адміністративного поділу Кримської АРСР були внесені зміни, у результаті яких округи були ліквідовані, основний адміністративною одиницею став Джанкойський район  і село включили до його складу. Згідно зі Списком населених пунктів Кримської АРСР за Всесоюзним переписом від 17 грудня 1926 року, Авуз-Кирк входив до складу Таганашської сільради Джанкойського району .
До 1940 року село стає центром сільради . Указом Президії Верховної Ради РРФСР від 21 серпня 1945 року Авуз-Кирк був перейменований в Медведівку і Авуз-Кирська сільрада - в Медведівську .